# Poconé
Poconé – miasto i gmina w Brazylii, w stanie Mato Grosso.